# Décès en 1172
Décès
- 1168
- 1169
- 1170
- 1171
- 1172
- 1173
- 1174
- 1175
- 1176

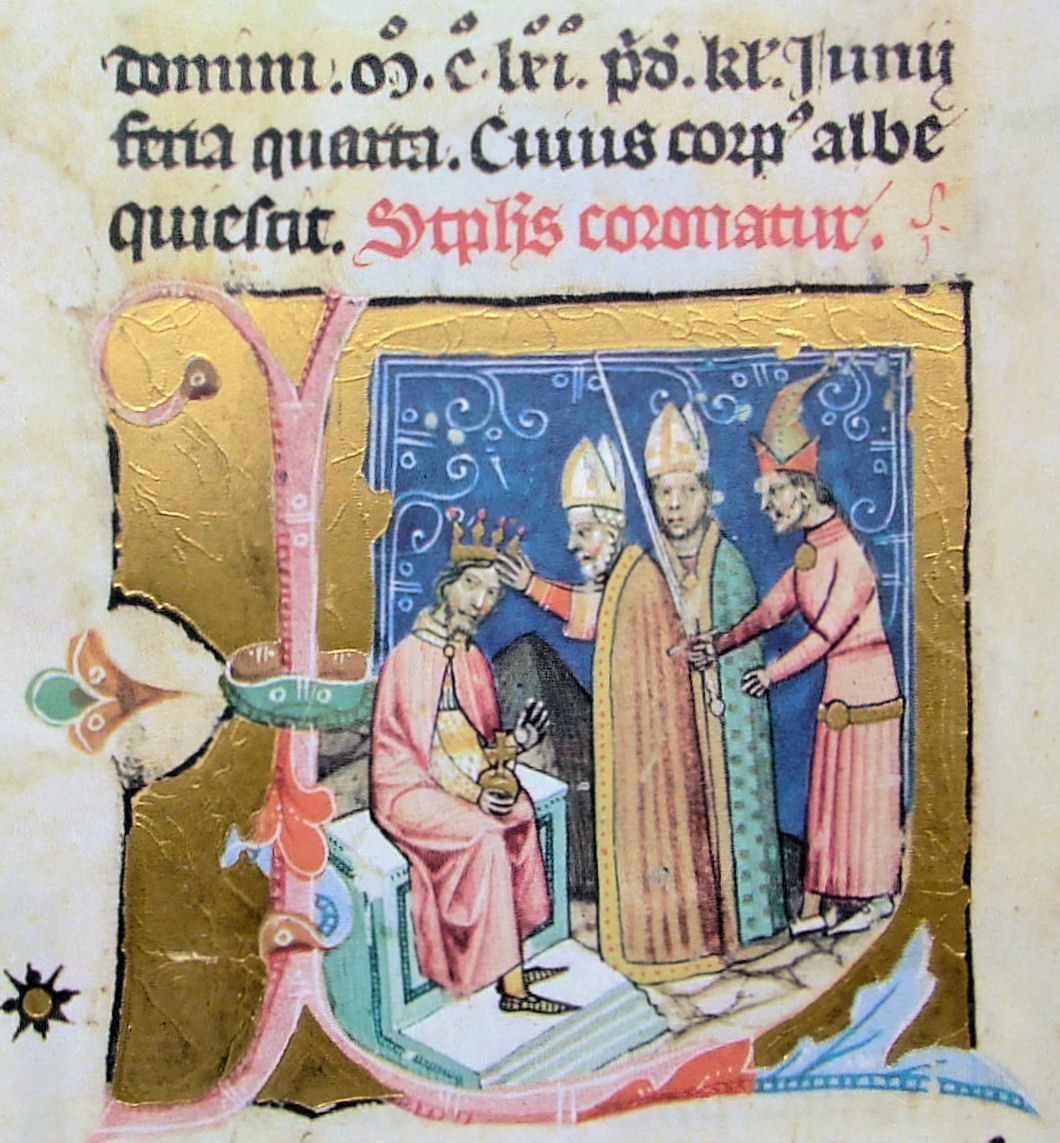
Couronnement d'Étienne III de Hongrie, mort en 1172.

Cette page dresse une liste de personnalités mortes au cours de l'année 1172 :
- 4 mars : Étienne III de Hongrie,  roi de Hongrie.
- 27 avril : Thierry III de Clèves, comte de Clèves.
- 14 octobre : Louis II de Thuringe, landgrave de Thuringe.

- Rapoto von Abenberg, vogt de la principauté épiscopale de Bamberg.
- Douce II de Provence, comtesse de Provence, de Gévaudan et de Melgueil, vicomtesse de Carlat et de Millau.
- Girard II de Roussillon, dernier comte de Roussillon indépendant.
- Guilhem VII de Montpellier, seigneur de Montpellier.
- Guy II de Châtillon, seigneur de Montjay et comtal de Châtillon.
- Acharya Hemachandra, érudit jaïn, poète et polymathe qui a écrit sur la grammaire, la philosophie, la prosodie et l'histoire contemporaine.
- Il-Arslan, Shah du Khwarezm.

## Crédit d'auteurs
- Cet article est partiellement ou en totalité issu de l'article intitulé « 1172 » (voir la liste des auteurs).